# Mimobolbus nigropiceus
Mimobolbus nigropiceus is een keversoort uit de familie cognackevers (Bolboceratidae). De wetenschappelijke naam van de soort werd in 1910 gepubliceerd door Carl Felsche.